# Violent Femmes
Violent Femmes is een folkpunktrio uit Milwaukee, Wisconsin.  De groep werd begin jaren '80 door Gordon Gano (zanger/gitarist/songwriter), Brian Ritchie (bass) en Victor DeLorenzo (drums) opgericht en ontdekt op een straathoek in Milwaukee door James Honeyman-Scott (van The Pretenders). In 1993 verliet Victor DeLorenzo de groep om een solocarrière te starten. Hij werd vervangen door achtereenvolgens Guy Hoffman, Brian Viglione en John Sparrow.

## Geschiedenis
In 1982 bracht de groep haar eerste (titelloze) album uit en zette meteen de toon van haar stijl: een vernieuwende combinatie van Amerikaanse folk en indierock.   Algauw kregen ze een kleine cultstatus, maar het niveau van bekende band werd nooit bereikt. De nummers Add it up en Blister in the Sun zijn evenwel klassiekers geworden.  
In 1984 bracht de groep het album Hallowed Ground uit, waarop de invloed van countrymuziek naar voren kwam. Het album kende evenwel niet het succes van de debuutplaat. Met The Blind Leading the Naked (1986) maakte Violent Femmes haar meest toegankelijke album, met onder meer de T.Rex-cover Children of the Revolution.  
In 1988 keerde de groep terug naar haar roots met het album 3. 
Na 3 volgden vooral verzamel- en livealbums. Met de begeleidingsband The Horns Of Dilemma bouwde Violent Femmes een stevige livereputatie op, maar het succes van hun eersteling en 3 haalde ze nooit meer. Het voorlopig laatste album, uitgebracht in 2003, is een (luxebox)-heruitgave van de 20 jaar eerder verschenen titelloze debuutplaat.

## Discografie
- Violent Femmes (1982)
- Hallowed Ground (1984)
- The Blind Leading the Naked (1986)
- 3 (1988)
- Debacle: The First Decade (verzamel) (1990)
- Why Do Birds Sing? (1991)
- Add It Up (1981 - 1993) (live) (1993)
- New Times (1994)
- Rock!!!!! (1995)
- Viva Wisconsin (live) (1999)
- Freak Magnet (2000)
- Something's Wrong (enkel MP3) (2001)
- Violent Femmes (Deluxe Edition) (heruitgave) (2003)
- The Very Best Of Violent Femmes (2005)
- We Can Do Anything (2016)